# تام نوبل
تام نوبل (انگلیسی: Thom Noble؛ زادهٔ مه ۱۹۳۵ میلادی) تدوین‌گر اهل بریتانیا است. وی در سال ۱۹۸۵ میلادی، بابت تدوین فیلم شاهد، برندهٔ جایزه اسکار بهترین تدوین شد.

## گزیدهٔ آثار
- رد (۲۰۱۰)
- به من دروغ بگو (۲۰۰۹)
- سرنشینان (۲۰۰۸)
- نقشه پرواز (۲۰۰۵)
- سلطنت آتش (۲۰۰۲)
- داغ ننگ (۱۹۹۵)
- وکیل هادساکر (۱۹۹۴)
- تلما و لوییز (۱۹۹۱)
- شاهد (۱۹۸۵)
- کارآموزی دادی کراویتز (۱۹۷۴)